# Prekidač
Prekidači su uređaji koji služe za uklapanje i isklapanje strujnih krugova, ali također i za zaštitu strujnih krugova od struja kratkog spoja. Djelimo ih na visokonaponske i niskonaponske. Kod visokonaponskih prekidača javlja se problem električnog luka. Pa tako kod visokog napona prekidači se djele na: uljne, malouljne, hidromatske, pneumatske, SF6, plinotvorne, s uskim rasporom, DEION, vakuumski. 
VN prekidači se najčešće koriste u rasklopnim postrojenjima u trafo stanicama. Postavljaju se prije rastavljača, jer se prema rasporedu iskapčanja prvo se isključuje prekidač, a zatim rastavljač.

## Uljni prekidači
Uljni prekidač je najstariji tip prekidača i danas se koristi samo u SAD-u i Engleskoj.
U trenutku razdvajanja kontakata stvara se električni luk koji oko sebe stvara mjehur koji ekspandira. Ulje u kotlu se tlači o stjenke kotla i pošto se ne može više širit ono probija mjehur i ulazi u jezgru luka. Na dnu kotla prekidača se sakuplja garež pa se ulje mora redovito kontrolirati i mijenjati. Također postoji opasnost od eksplozije poklopca kotla. Postoje dvije izvedbe jednopolna i dvopolna. Kod ovih prekidača ulje služi za gašenje luka, izolaciju između kotla i međufaznu izolaciju.

## Malouljni prekidači
Kod ovog prekidača ulje ima samo jednu funkciju, a to je sredstvo za gašenje luka.
Kod širenja kontakata javlja se električni luk koji stvara plinski mjehur. Pošto je cijeli prostor ispunjen uljem ono se ne može širiti pa se opire o stjenke s čime raste pritisak. Pošto je pritisak jak ulje gura klip i opruge se stežu. Luk se gasi i ponovo je prekidač spreman za uporabu.

## Hidromatski prekidači
Sredstvo za gašenje luka u ovom prekidaču je destilirana voda i glikol.
U trenutku razdvajanja kontakata oko kontakata se stvara luk u hidrinu. Hidrin ima tendenciju širenja i on se opire o stjenke. Pomični klip se miče i sabija opruge. Hladan hidrin se iz gornjeg djela komore ulazi u jezgru luka i gasi ga. Hidrin koji ispari odlazi u metalnu glavu gdje se ponovo kondenzira.

## Pneumatski prekidači
Kod ovog prekidača imamo tri izvedbe: 
1. Komora s poprečnim mlazom
2. Komora s radialnim mlazom
3. Komora s uzdužnim mlazom

Kad se kontakti razdvoje, luk u ovom slučaju nastaje u zraku.
Kod ovih prekidača luk se izduljuje pomoću zraka koji puše iz različitih smjerova, ovisno o izvedbi. Ovi prekidači također trebaju imati i kompresore za zrak.

## SF6 prekidači
U ovim prekidačima se nalazi plin SF6 koji ima dobra svojstva za gašenje luka jer ima 15% veću probojnu čvrstoću u odnosu na ulje. U zatvorenom položaju isklopna opruga je napeta pogonskim cilindrom. Kad dođe do isklopa pomoćni kontakt se odvaja od nepomičnog istodobno se otvara ventil za plin koji je pod tlakom od 14 bara. Plin ulazi u komoru i gasi luk. Plin potom ulazi u kotao gdje mu se tlak spušta na dva bara. Kasnije kompresor ponovo diže plinu tlak na 14 bara.
Kod gašenja luka plin ispunjava sve šupljine radi bolje izolacije.

## Plinotvorni prekidači
U trenutku razdvajanja kontakata nastaje luk koji gori u prostoru između plinotvornog matirijala. Plinotvorni materijal u kontaktu s lukom stvara plin. Dok su kontakti unutar plinotvornih cjevi tlak raste i otpuhuje luk. Ovi prekidači nisu ušli u punu redovnu uporabu radi brzog trošenja materijala.

## Prekidači s uskim rasporom
Kod ovih prekidača princip rada se zasniva na magnetskom polju. Polje otpuhuje luk između keramičkih ploča i gasi ga.
Prolaskom struje kroz zavojnicu stvara se polje koje određujemo pravilom lijeve ruke. Kod razdvajanja kontakata stvara se luk kojeg stvoreno magnetsko polje širi i otpuhuje prema magnetskom rasporu i gasi.

## DEION prekidači
Kad dođe do razmicanja kontakata nastaje luk koji se mognetskim otpuhivanjem potsikuje prema rešetki i tamo se cjepa u više paralenih lukova. Broj metalnih ploča ovisi o nazivnom naponu. Kod gašenja luka bitno je da ploče ostanu hladne što se postiže brzim magnetskim otpuhivanjem.

## Vakumski prekidači
Ovi prekidači u novije vrijeme se više razvijaju radi svoje jednostavnosti cjene i isplativosti. Oni se također mogu postaviti u eksplozivnu okolinu. Kod razdvajanja kontakata nastaje luk koji gori u vakuumu u komori. U ovom prekidaču struja svojim poljem tjera luk prema rubu i gasi ga time.